# Sångföreningen Manhem
Sångföreningen Manhem är en manskör i Karlstad. Kören bildades 1890, och är en av Karlstads äldsta kulturföreningar.

## Historik
Hymn till Fäderneslandet, skaldad av Anders Lindeberg och tonsatt av Johan Peter Cronhamn, blev upprinnelsen till Sångföreningen Manhem, som bildades i en kammare i vattentornet på Herrhagen, Karlstad i oktober 1890. Initiativtagare var vattenledningsförmannen A.W. Gustavsson, som tillsammans med C.A. Häggberg, Emil Tränk, Robert Danielsson och G. Tränk, började öva kvartettsång till tonerna från en B-kornett, som hanterades av P.A. Jonsson. Då instrumentet visade sig olämpligt för de olika mansstämmorna vidtalades Skyttegillets Musikkårs tenorbasunist, Alfred Johnsson att hjälpa till.
Efter en trevande inledning fick Johnsson ett gott grepp om hur de skulle gå till väga och då Johnsson själv var en god sångare fick han mycket snart kvartetten att låta vackert och engagemangen för sångarna började strömma in. Under Alfred Johnssons goda ledning växte kvartetten till en stor kör på ett 40-tal medlemmar. Manhem blev så ett uppskattat tillskott för Karlstads musikälskande innevånare. Kören började med att hälsa våren välkommen uppe på Herrhagen, som blev till en årlig tradition. År 1898 sjöngs våren till möte från Tingvallagymnasiets trappa, men på grund av trafikomläggning runt stora torget, med buller och störningar, flyttade man till Värmlands Museums trappa, där den traditionella vårsången sker i Manhems regi. Senare samma kväll sjunger man traditionsenligt också i Mariebergsskogen.
Kören har från den 6 juni 1938, regelbundet sjungit vid högtidlighållandet av Svenska Flaggans Dag, numera Sveriges Nationaldag. 
Under de hundra år som kören verkat har flera vänortsutbyten skett med Moss Sangforening i Norge. Vidare har kören besökt Holland, Österrike, Finland, Frankrike och Danmark. Självklart har sången varit med i bagaget och många är de tillfällen, där Manhem framträtt inför en tacksam publik.

## Återkommande framträdanden
- Vårkväll i Tingvallakyrkan
- VÅR OCH VÄRME på Scalateatern
- Valborgsmässofirande i Museiparken och Mariebergsskogen
- JUL & LJUS på Tingvallakyrkan

## Dirigenter
- Alfred Johnsson (1890–1918)
- Yngve Almquist (1919–1929)
- R. Creutzer (1930–1936)
- Åke Wickberg (1936–1937)
- B Brander (1937–1938)
- Olle Ljungdahl (1938–1951)
- Julius Johnsson (1951–1956)
- Ernst Josephsson (1956–1957)
- Gösta Eliasson (1957–1959)
- Bertil Ullbrandt (1959–1966)
- Bengt Larsson (1966–1975)
- Allan Weiberg (1975–2005)
- Erik Rynefors  (2005-)